# بو يوهانسون (رباع)
بو يوهانسون (بالسويدية: Bo Johansson)‏ هو رباع سويدي، ولد في 7 فبراير 1945 في غوتنبرغ في السويد.

## وصلات خارجية
- بو يوهانسون على موقع أوليمبيديا (الإنجليزية)
- بو يوهانسون على موقع اللجنة الأولمبية السويدية (السويدية)